# Andrzej Emeryk Mańkowski
Andrzej Emeryk Mańkowski (ur. 2 grudnia 1968 w Warszawie) – polski marketingowiec i urzędnik, Konsul Generalny RP w Vancouver (2020–2023).

## Życiorys
Andrzej Mańkowski ukończył studia z zakresu etnografii na Wydziale Historycznym Uniwersytetu Warszawskiego.
Zawodowo związany z działem PR i marketingu – realizował kontrakty m.in. na rzecz Centrum Informacyjnego Rządu w okresie realizacji czterech reform społecznych oraz Departamentu Promocji Ministerstwa Spraw Zagranicznych. Pracował jako kierownik w Pionie Komunikacji Korporacyjnej TP S.A., w Biurze Promocji m.st. Warszawy (2008–2013) czy Instytucie Pamięci Narodowej i Instytucie Adama Mickiewicza. Od 24 lutego 2020 do 31 sierpnia 2023 pełnił funkcję Konsula Generalnego RP w Vancouver.
Brał udział w misjach pokojowych ONZ w Timorze Wschodnim (UNTAET 2001) i w Sierra Leone (2002) oraz jako obserwator krótkoterminowy OBWE w wyborach w Bośni i Hercegowinie (1996), Kosowie (2000), Ukrainie (2004), Białorusi (2006) i Gruzji (2008).
Autor publikacji dotyczących świadomości historycznej, tożsamości narodowej i etnicznej oraz genealogii.
Jest żonaty, ma troje dzieci.

## Publikacje
- Andrzej Emeryk Mańkowski: Kronika domowa Mańkowskich. Warszawa, Szczawnica: Oficyna Wydawnicza ASPRA-JR, Fundacja Andrzeja Mańkowskiego, 2017, s. 919. ISBN 978-83-7545-785-8.